# Leekstermeer
Het Leekstermeer, vroeger ook Zulthermeer, is het grootste meer van Drenthe.
Het Leekstermeer is gelegen in de gemeente Noordenveld en maakt deel uit van het grotere Leekstermeergebied. Voor de (Groningse) gemeentelijke herindeling van 1990 liep de provinciegrens door het noorden van het meer, daarna is deze op de noordelijke oever komen te liggen. Het meer is genoemd naar Leek.
Het meer wordt ook wel het Zulthermeer of Zulthe genoemd, naar de streek tussen Nietap en Roden. Het noordoostelijke gedeelte wordt ook wel Rietboor genoemd.
De oorsprong van het meer is niet precies bekend, maar vermoedelijk is het pas na 1000 n.Chr. ontstaan. Waarschijnlijk als gevolg van maaivelddaling door drainage van het veen, wellicht in combinatie met toenemende waterbelasting vanuit de omgeving en moeilijkheden met afvoer via de Noord-Groningse zijlen. Het meer is inmiddels 335 hectare groot en is tussen de 1 en 1,5 meter diep met plaatselijke uitschieters naar ca. 2,20 meter.
De westelijke zijde, waar de meeste waterrecreatie plaatsvindt, heeft een drassige bodem van veengrond. De oostelijke helft van het meer heeft een hardere bodem van zand en is daardoor meer geschikt om prettig te windsurfen.
In het meer monden uit: het Leekster Hoofddiep, de Leutingerwolderpolder, de Rodervaart en de Roderwolder Matsloot. Het water verlaat het meer via het Lettelberterdiep aan de noordzijde en de Munnikesloot (of Munnikevaart) en de Gave aan de noordoostzijde. Het Lettelberterdiep en de Gave monden beide uit in het Hoendiep.

## Een zout meer?
De naam Zulthe wordt wel verklaard als: zout meer, omdat het tot de 16e eeuw in open verbinding stond met de zee. De afstand is echter te groot dat dit van invloed kan zijn geweest. Temeer omdat er tussen het meer en de zee in het verleden nog enkele zogenaamde zijlen (spuisluizen) zijn geweest, te weten het Niezijl en het Aduarderzijl.

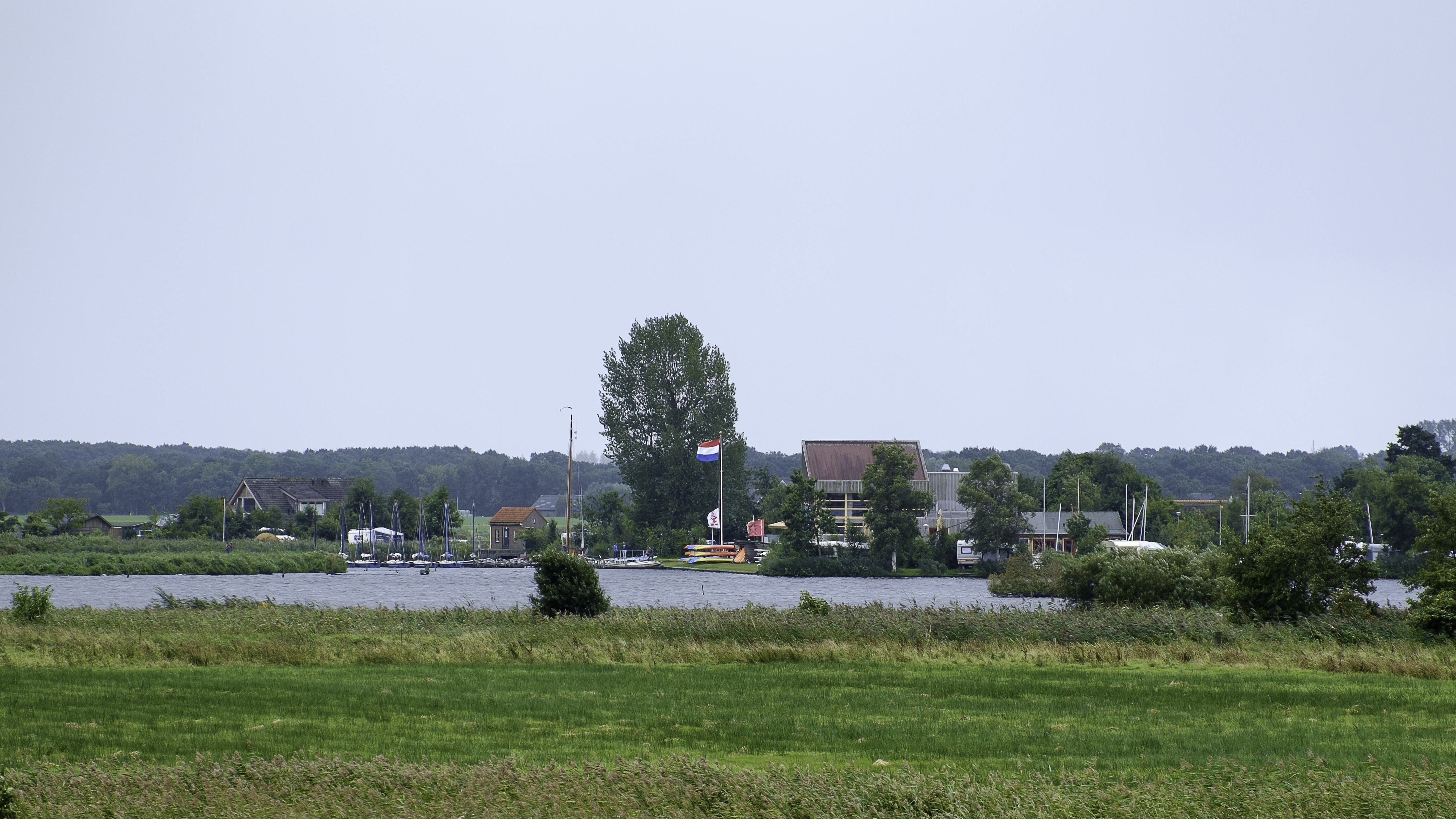
Jachthaven Cnossen aan zuidzijde van het meer, gezien vanaf de Lettelberter Petten